# Nikita Hajkin
Nikita Il’ič Hajkin (in ebraico ניקיטה חייקין‎?; in russo Никита Ильич Хайкин?; trasl. angl. Nikita Haikin; Natanya, 11 luglio 1995) è un calciatore russo, con passaporto israeliano, portiere del Bodø/Glimt.

## Carriera

### Club
Hajkin ha giocato nelle giovanili della Dinamo Mosca, per entrare in seguito a far parte dei quelle degli inglesi del Chelsea. In seguito, è stato tesserato dal Portsmouth, poi dal Reading e infine dai portoghesi del Nacional, squadre per cui ha militato soltanto nelle formazioni giovanili.
Nella stagione 2014-2015 è stato in forza al Mordovija, compagine russa che lo ha aggregato in prima squadra. Nel campionato 2015-2016 ha giocato per il Kuban', per cui ha collezionato 10 presenze in panchina in campionato, senza disputare alcuna partita.
Nell'estate 2016 è stato ingaggiato dagli israeliani del Bnei Yehuda, debuttando in Ligat ha'Al in data 25 febbraio 2017, schierato titolare nella sconfitta per 2-0 subita sul campo del Maccabi Tel Aviv.
Nella stagione successiva è passato all'Hapoel Kfar Saba, in Liga Leumit: il 18 settembre 2017 ha esordito con questa maglia, in occasione della vittoria per 3-4 sul campo del Beitar Tel Aviv Ramla.
L'11 marzo 2019, i norvegesi del Bodø/Glimt hanno reso noto l'ingaggio di Hajkin, che si è legato al nuovo club con un accordo annuale. Il 1º maggio successivo ha giocato la prima partita in squadra, schierato titolare nel successo per 0-8 sull'Ågå, sfida valida per il primo turno del Norgesmesterskapet. Il 16 agosto 2019 ha prolungato il contratto con il club norvegese, fino al 31 dicembre 2021. Il 24 novembre 2019 ha esordito in Eliteserien, nel successo per 3-0 sul Kristiansund BK.
Dopo una prima stagione da portiere di riserva, Hajkin ha conquistato il posto da titolare: il suo sviluppo lo ha portato ad essere considerato uno dei migliori portieri della storia del Bodø/Glimt. Ha fatto parte della squadra che ha conquistato il campionato 2020.
Libero da vincoli contrattuali, il 25 gennaio 2023 ha firmato un accordo valido fino al termine della stagione con gli inglesi del Bristol City.
Il 21 marzo 2023 ha rescisso l'accordo che lo legava al club britannico per far ritorno al Bodø/Glimt, con un contratto valido fino all'estate 2026.

### Nazionale
Hajkin ha rappresentato la Russia a livello Under-16, Under-17, Under-18 e Under-21. Per quanto concerne quest'ultima selezione, ha debuttato in data 14 giugno 2015: è stato titolare nella vittoria per 0-3 in un'amichevole contro la Bielorussia.

## Statistiche

### Presenze e reti nei club
Statistiche aggiornate al 17 aprile 2025.
| Stagione          | Club              | Campionato        | Campionato | Campionato | Coppe nazionali | Coppe nazionali | Coppe nazionali | Coppe continentali | Coppe continentali | Coppe continentali | Supercoppe | Supercoppe | Supercoppe | Totale | Totale |
| Stagione          | Club              | Comp              | Pres       | Reti       | Comp            | Pres            | Reti            | Comp               | Pres               | Reti               | Comp       | Pres       | Reti       | Pres   | Reti   |
| ----------------- | ----------------- | ----------------- | ---------- | ---------- | --------------- | --------------- | --------------- | ------------------ | ------------------ | ------------------ | ---------- | ---------- | ---------- | ------ | ------ |
| 2014-2015         | Mordovija         | PL                | 0          | 0          | CR              | 0               | 0               | -                  | -                  | -                  | -          | -          | -          | 0      | 0      |
| 2015-2016         | Kuban'            | PL                | 0          | 0          | CR              | 0               | 0               | -                  | -                  | -                  | -          | -          | -          | 0      | 0      |
| 2016-2017         | Bnei Yehuda       | LhA               | 2          | -3         | CI+CT           | 0               | 0               | -                  | -                  | -                  | -          | -          | -          | 2      | -3     |
| 2017-2018         | Hapoel Kfar Saba  | LL                | 13+2       | -12+-3     | CI+CT           | 2+0             | -5+0            | -                  | -                  | -                  | -          | -          | -          | 17     | -20    |
| 2019              | Bodø/Glimt        | ES                | 1          | 0          | CN              | 2               | -1              | -                  | -                  | -                  | -          | -          | -          | 3      | -1     |
| 2020              | Bodø/Glimt        | ES                | 20         | -20        | -               | -               | -               | UEL                | 3                  | -5                 | -          | -          | -          | 23     | -25    |
| 2021              | Bodø/Glimt        | ES                | 29         | -23        | CN              | 4               | -4              | UCL+UECL           | 2+17               | -5+-18             | -          | -          | -          | 52     | -50    |
| 2022              | Bodø/Glimt        | ES                | 27         | -36        | CN              | 3               | -1              | UCL+UEL            | 8+6                | -8+-10             | -          | -          | -          | 44     | -55    |
| gen.-mar. 2023    | Bristol City      | FLC               | 0          | 0          | FACup+CdL       | -               | -               | -                  | -                  | -                  | -          | -          | -          | 0      | 0      |
| 2023              | Bodø/Glimt        | ES                | 27         | -34        | CN              | 3               | -2              | UECL               | 10                 | -9                 | -          | -          | -          | 40     | -45    |
| 2024              | Bodø/Glimt        | ES                | 30         | -31        | CN              | 0               | 0               | UCL+UEL            | 5+14               | -4+-20             | -          | -          | -          | 49     | -55    |
| 2025              | Bodø/Glimt        | ES                | 2          | -0         | CN              | 0               | 0               | UCL                | 0                  | 0                  | -          | -          | -          | 2      | -0     |
| Totale Bodø/Glimt | Totale Bodø/Glimt | Totale Bodø/Glimt | 136        | -144       |                 | 12              | -8              |                    | 65                 | -79                |            | -          | -          | 213    | -231   |
| Totale carriera   | Totale carriera   | Totale carriera   | 153        | -162       |                 | 14              | -13             |                    | 65                 | -79                |            | -          | -          | 232    | -254   |

### Cronologia presenze e reti in nazionale
| Cronologia completa delle presenze e delle reti in nazionale ― Russia under 21 | Cronologia completa delle presenze e delle reti in nazionale ― Russia under 21 | Cronologia completa delle presenze e delle reti in nazionale ― Russia under 21 | Cronologia completa delle presenze e delle reti in nazionale ― Russia under 21 | Cronologia completa delle presenze e delle reti in nazionale ― Russia under 21 | Cronologia completa delle presenze e delle reti in nazionale ― Russia under 21 | Cronologia completa delle presenze e delle reti in nazionale ― Russia under 21 | Cronologia completa delle presenze e delle reti in nazionale ― Russia under 21 |
| Data                                                                           | Città                                                                          | In casa                                                                        | Risultato                                                                      | Ospiti                                                                         | Competizione                                                                   | Reti                                                                           | Note                                                                           |
| ------------------------------------------------------------------------------ | ------------------------------------------------------------------------------ | ------------------------------------------------------------------------------ | ------------------------------------------------------------------------------ | ------------------------------------------------------------------------------ | ------------------------------------------------------------------------------ | ------------------------------------------------------------------------------ | ------------------------------------------------------------------------------ |
| 14-6-2015                                                                      | Sluck                                                                          | Bielorussia under 21                                                           | 0 – 3                                                                          | Russia under 21                                                                | Amichevole                                                                     | -                                                                              | 46’                                                                            |
| 19-1-2016                                                                      | San Pietroburgo                                                                | Russia under 21                                                                | 2 – 1                                                                          | Lettonia under 21                                                              | Amichevole                                                                     | -1                                                                             |                                                                                |
| Totale                                                                         |                                                                                | Presenze                                                                       | 2                                                                              |                                                                                | Reti                                                                           | -1                                                                             |                                                                                |

## Palmarès

### Club

#### Competizioni nazionali
- Campionato norvegese: 4

Bodø/Glimt: 2020, 2021, 2023, 2024